# Callender (Iowa)
Callender – miasto w Stanach Zjednoczonych, w stanie Iowa, w hrabstwie Webster. 

## Demografia
Zgodnie ze spisem statystycznym z 2000, miasto liczyło 424 mieszkańców. W 2023 liczba mieszkańców spadła do 359 osób, a gęstość zaludnienia poniżej 277 osób/km².